# Fußballnationalmannschaft von Französisch-Guayana
Die Fußballnationalmannschaft von Französisch-Guayana repräsentiert auf internationaler Ebene das französische Übersee-Département Französisch-Guayana. Sie wird vom Verband Ligue de football de la Guyane, einer Unterabteilung des französischen Fußballverbandes, organisiert. Dieser ist kein Mitglied des Weltfußballverbandes FIFA, jedoch vollwertiges Mitglied des Kontinentalverbands CONCACAF.

## Geschichte
Als Mitglied des Kontinentalverbandes CONCACAF nimmt die Fußballauswahl aber an den Qualifikationsspielen zum CONCACAF Gold Cup teil und konnte sich 2017 erstmals für die Endrunde qualifizieren. Außerdem beteiligte sich die Nationalauswahl an der Coupe de l’Outre-Mer, dem ehemaligen Wettbewerb für Nationalmannschaften aus Frankreichs überseeischen Gebieten. Dabei konnte Französisch-Guayana sich 2008 auf Rang 4 platzieren. Dreimal erreichte die Mannschaft zudem die Vorrunde bei der Karibikmeisterschaft (zuletzt 2014).
Der bekannteste Fußballer des Landes ist wohl der französische Nationalspieler Florent Malouda, der bis 2013 beim FC Chelsea in England spielte und 2017 in den Kader Französisch-Guayanas für die Endrunde um den Gold Cup berufen wurde. Er kam im zweiten Vorrundenspiel zum Einsatz, weswegen das Spiel als 0:3-Niederlage gewertet wurde. Auch Jean-Claude Darcheville hat seine Wurzeln in Französisch-Guayana.

## Turnierteilnahmen

### Weltmeisterschaft
- 1930 bis 2022 – nicht teilgenommen (kein FIFA-Mitglied)

### CONCACAF Gold Cup
- 1991 bis 2000 – nicht qualifiziert
- 2002 bis 2003 – nicht teilgenommen
- 2005 bis 2007 – nicht qualifiziert
- 2009 bis 2011 – nicht teilgenommen
- 2013 bis 2015 – nicht qualifiziert
- 2017 – Vorrunde
- 2019 bis 2025 – nicht qualifiziert

### Karibikmeisterschaft
- 1989 – 1994 – nicht qualifiziert
- 1995 – Vorrunde
- 1996 – 1998 – nicht qualifiziert
- 1999 – zurückgezogen
- 2001 – nicht teilgenommen
- 2005 – nicht qualifiziert
- 2007 – nicht teilgenommen
- 2008 – zurückgezogen
- 2010 – nicht teilgenommen
- 2012 – Vorrunde
- 2014 – Vorrunde
- 2017 – 3. Platz

### Coupe de l’Outre-Mer
Der inzwischen eingestellte Wettbewerb wurde dreimal ausgetragen:
- 2008 – 4. Platz
- 2010 – Gruppenphase
- 2012 – 5. Platz

### CONCACAF Nations League
- 2019–21: 2. Platz in Liga B1, Verbleib in Liga B
- 2022/23: 2. Platz in Liga B4, Verbleib in Liga B
- 2023/24: 1. Platz in Liga B3, Aufstieg in Liga A
- 2024/25: 6. Platz in Liga A1, Abstieg in Liga B

## Trainer
- Marie-Rose Carême (2004–2005)
- Ghislain Zulémaro (2008–2010)
- Steeve Falgayrettes (2011–2012)
- François Louis-Marie (2012–2013)
- Jaïr Karam (2013–2018)
- Thierry De Neef (seit 2018)